# Чанна Едірі Банданаж
Чанна Едірі Банданаж (нар. 22 вересня 1978) — ланкіський футболіст, нападник. Рекордсмен за кількістю зіграних матчів у футболці національної збірної Шрі-Ланки (57), а також другий найкращий бомбардир збірної (20 голів).

## Клубна кар'єра
У 2001 році виступав у мальдівському клубі «Гуррійя». Потім повернувся на батьківщину, де захищав кольори «Петтах Юнайтед». У 2002 році виїхав до Індії, де виступав у «Демпо». З 2003 року знову грав у «Петтах Юнайтед». 2005 року знову виїхав на Мальдіви, виступав за місцевий клуб «Вікторі». Того ж року повернувся до Шрі-Ланки, де підписав контракт з клубом «Ратнам». Потім грав за інший ланкійський клуб, «Негамбо Юз». По ходу сезону 2006 року перейшов до мальдівського «Вікторі», проте там не затримався й вже незабаром знову грав за «Негамбо Юз».
2006 року повернувся до «Ратнаму». У футболці цієї команди виступав на Кубку Президента АФК 2007, де з 6-а забитими м'ячами чтав найкращим бомбардиром турніру. У 2008 році також ставав одним з найкращим бомбардирів турніру, в тому числі й відзначився хет-триком у воротах одного з клубів Бутану. З 2009 року виступав у мальдівському клубі «Маазія» (Мале). Після цього по одному сезону відіграв в інших мальдівських клубах, «Клаб ол юз лінкедж» та «БГ Спортс».
У сезоні 2016/17 років провів 2 матчі в Прем'єр-лізі Шрі-Ланки за ФК «Коломбо».

## Кар'єра в збірній
Вперше до складі національної збірної Шрі-Ланки був викликаний у 1999 році. На Кубку Південної Азії 2009, як і Еманул Хаге Шаріф та Ахмед Тарік, відзначився 4-а голами та став одним з найкращих бомбардирів турніру. Відзначився 2-а голами у воротах Бутану, який ланкійці виграли з рахунком 6:0. Роком раніше на Кубку Південної Азії також відзначався голом, у поєдинку проти Афганістану (2:2). Також брав участь у фінальній частині Кубку виклику АФК 2008. З 1999 по 2009 рік зіграв 57 матчів, в яких відзначився 20-а голами.

## Досягнення
- Прем'єр-ліга Шрі-Ланки
  -  Чемпіон (1): 2008